# Щучий провулок
Щучий прову́лок — провулок у Дарницькому районі міста Києва, селище Бортничі. Пролягає від вулиці Наталії Кобринської до кінця забудови.

## Історія
Виник у 2010-х під назвою 3-й провулок Крилова.
Сучасна назва, що походить від прісноводної риби щуки, — з 2023 року.